# French Open 1986 (Badminton)
Die French Open 1986 im Badminton fanden am 22. und 23. März 1986 in Dijon statt. Es war die 56. Auflage des Championats.

## Titelträger
| Disziplin    | Sieger                           |
| ------------ | -------------------------------- |
| Herreneinzel | Kerrin Harrison                  |
| Dameneinzel  | Julie McDonald                   |
| Herrendoppel | Kerrin Harrison Glenn Stewart    |
| Damendoppel  | Anne Méniane Catherine Lechalupé |
| Mixed        | Graeme Robson Julie McDonald     |